# Тесак
Тесак (рус. Теса́к, енгл. Fascine knife), руски термин који се користио у српској и југословенској војсци до Другог светског рата. Означава веома дуг и тежак војнички нож, бајонет или кратку пешадијску сабљу, која се могла употребити као алатка за сечење дрвета, растиња и прућа (за огрев, пробијање пута или прављење фашина).

## Дефиниција
Речник Матице српске из 2011. дефинише тесак као тежак и широк нож који се носи у корицама о пасу (као geo раније војничке опреме).

## Историја

### У Србији
Прва употреба тесака у Кнежевини Србији забележена је 1840. године, када је из Русије увезено 2.000 пушака кремењача са бајонетима, 2.000 пешадијских тесака (сабља М1817) и 400 сабаља (М1809 и М1826) за наоружање српске стајаће војске. Ови тесаци су најпре били део наоружања пешадинаца (гренадира) стајаће војске, а касније (после оснивања Народне војске 1861) били су подељени артиљерцима, војним музичарима, добошарима Народне војске и питомцима Војне академије.